# Richard Loibl

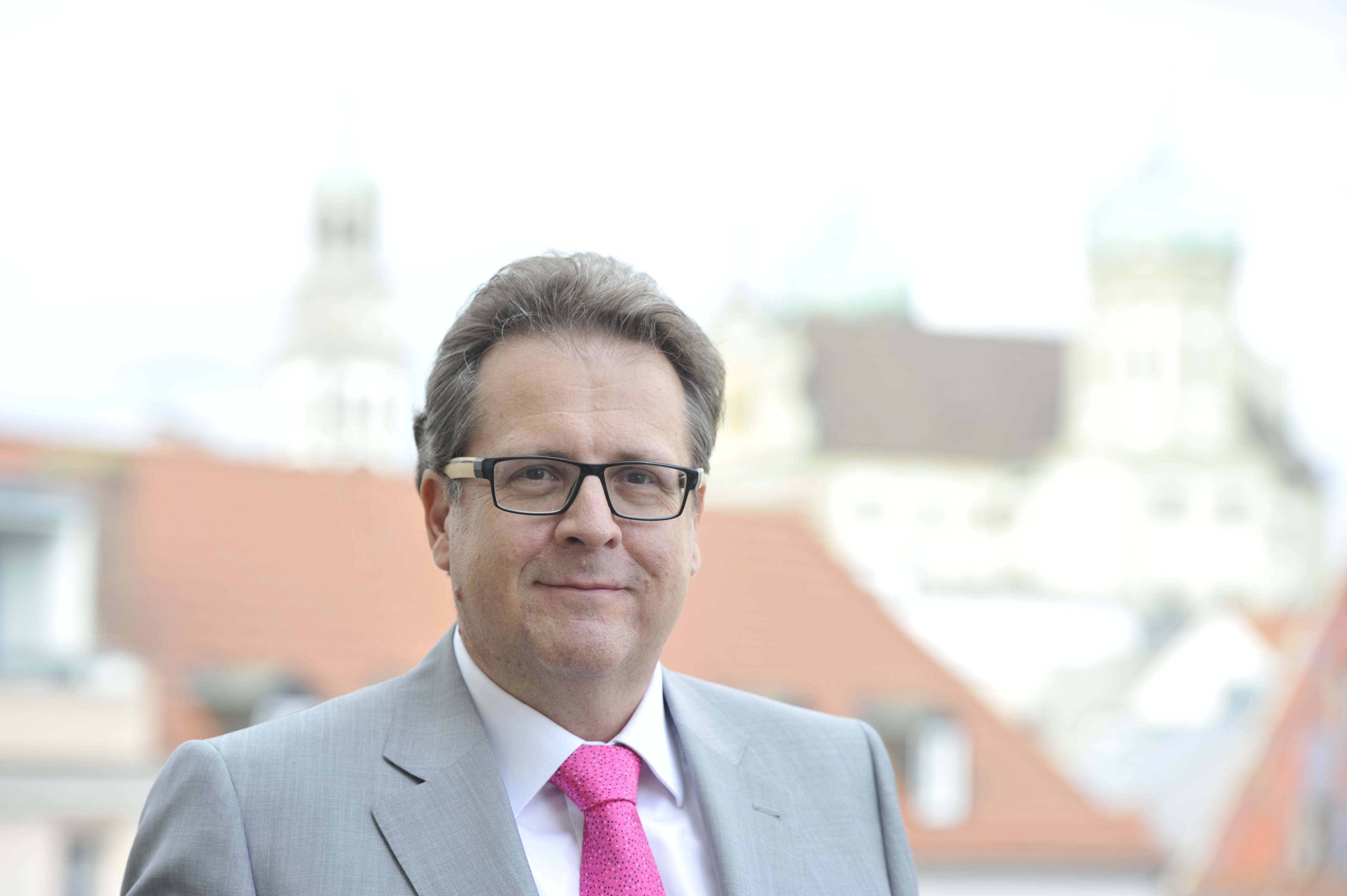
Richard Loibl (2017)

Richard Loibl (* 26. Oktober 1965 in Straubing) ist ein deutscher Historiker, Museumsfachmann sowie Direktor des Hauses der Bayerischen Geschichte in Augsburg und des Hauses der Bayerischen Geschichte – Museum in Regensburg.

## Leben
Richard Loibl besuchte die Grundschule in Hengersberg (Landkreis Deggendorf, Niederbayern), sodann das Neusprachliche Gymnasium der Benediktiner St. Gotthard in Niederaltaich. Von 1985 bis 1990 studierte er an der Ludwig-Maximilians-Universität München Mittelalterliche und Neuere Geschichte, Bayerische Geschichte, Kunstgeschichte, Geschichtliche Hilfswissenschaften sowie Lateinische Philologie des Mittelalters. Sein Studium schloss er 1990 mit dem Magister Artium und 1993 mit dem Doktor der Philosophie ab. Die Dissertation beschäftigte sich mit dem Herrschaftsraum der Grafen von Vornbach und ihrer Nachfolger. Seine Forschungs- und Themenschwerpunkte sind: Kultur- und Stadtgeschichte; Industriegeschichte und Industriekultur; Wirtschaftsgeschichte Bayerns (Mittelalter und Neuzeit) sowie die Verfassungsgeschichte des hohen Mittelalters.
Von 1989 bis 1990 war Richard Loibl wissenschaftlicher Mitarbeiter am Institut für Bayerische Geschichte der LMU München; 1991 wurde er wissenschaftlicher Mitarbeiter im Oberhausmuseum Passau, dessen Geschicke er von 1996 an als Leiter und ab 1998 als Direktor lenkte (mit den Ausstellungen „Weißes Gold“ (1995), „Geheimnis der Bruderschaft“ (1996), „Ritterburg und Fürstenschloss“ (1998), „Apokalypse“ (2000), „Bayern-Ungarn. Tausend Jahre“ (2001, Kooperation mit dem Haus der Bayerischen Geschichte)). Von 2001 bis 2010 leitete er den Aufbaustab des Staatlichen Textil- und Industriemuseums (tim) in Augsburg, das 2010 eröffnet wurde. Seit 2007 ist Richard Loibl Direktor des Hauses der Bayerischen Geschichte. Daneben ist er Lehrbeauftragter im Bereich Geschichte am Lehrstuhl für Geschichts- und Kunstwissenschaften der LMU und hat einen Sitz in zahlreichen Gremien, so im Stiftungsrat der Coburger Landesstiftung, im Beirat des Bayerischen Wirtschaftsarchivs, im Kuratorium der Stiftung Haus der Geschichte der Bundesrepublik Deutschland.
Seine wichtigsten Museumprojekte sind die Neukonzeption des Oberhausmuseums Passau, die mit der Sanierung der Festungsanlage (eine der größten in der Bundesrepublik) einherging. Seine im Rahmen des Pilotprojekts „Unternehmen Stadt Passau“ eingeführte betriebswirtschaftlich ausgerichtete Konzeption wurde regional und national mehrfach ausgezeichnet.
Der Aufbau des Staatlichen Textil- und Industriemuseums (tim) in Augsburg ging mit der städtebaulichen Entwicklung eines der größten Industrieareale in Augsburg einher.
In seiner Funktion als Direktor des Hauses der Bayerischen Geschichte seit 2007 etablierte Richard Loibl mit den Bayernausstellungen eine neue Ausstellungsreihe. Bei geringerer Ausstellungsfläche und Gesamtkosten war sie für kleinere Kommunen gedacht. Dadurch konnten sie auch schneller auf den Weg gebracht werden als die größeren Landesausstellungen. Aktuell werden die Bayernausstellungen mit den Sonderausstellungen im Museum der Bayerischen Geschichte verwoben. Sie sollen im Museum und an anderen Standorten gezeigt werden und so Synergien optimal nutzen. Außerdem etablierte Richard Loibl mit der Edition Bayern und den HdBG-Magazinen neue Publikationsreihen, um weitere Bevölkerungsschichten anzusprechen. Die Bayerischen Landesausstellungen als wichtigstes Format des Hauses der Bayerischen Geschichte wurden reformiert, die Themen stärker personalisiert und die Öffentlichkeitsarbeit verstärkt. 2011 avancierte die Bayerische Landesausstellung „Götterdämmerung: König Ludwig II.“ mit 570.000 Besucherinnen und Besuchern zur meistgesehenen historischen Ausstellung in der Bundesrepublik seit der Wiedervereinigung.
2011 wurde das Haus der Bayerischen Geschichte vom Bayerischen Ministerrat beauftragt, das Museum der Bayerischen Geschichte zu gründen. Dabei übernahm Richard Loibl selbst die Projektleitung, baute das Museumsteam auf und erarbeitete federführend das Museumskonzept als Basis für den Architektenwettbewerb. Hierbei setzte sich Loibl besonders für Nachhaltigkeit und Energieeffizienz ein, beides wesentliche Kriterien beim Standortwettbewerb. Ein hochrangiges Gremium entschied für Regensburg. Am 5. Juni 2019 konnte das neue Museum der Bayerischen Geschichte eröffnet werden. Es gilt als eines der modernsten Museen in Europa. Zusammen mit dem Kabarettisten Christoph Süß erfand Richard Loibl mit dem Panorama „Was vorher geschah“ den Publikumsliebling. Mit der Bavariathek konnte außerdem ein innovatives Schulungszentrum mit Schwerpunkt auf Digitalisierung und Medienpädagogik realisiert werden. Organisatorisch wurde das neue Museum in das Haus der Bayerischen Geschichte mit drei neuen Referaten eingegliedert. Die Leitung liegt bei Richard Loibl als Direktor.
In dieser Zeit gewann das Haus der Bayerischen Geschichte erheblich an öffentlicher Beachtung, was sich unter anderem an folgender Begebenheit zeigt: 2019 setzte sich Charlotte Knobloch, Präsidentin der Israelitischen Kultusgemeinde München und Oberbayern, erfolgreich dafür ein, dass Richard Loibl den Titel der Bayerischen Landesausstellung „Stadtluft macht frei“ in „Stadtluft befreit“ abänderte. Diesem Wunsch kam Loibl in liberaler bayerischer Tradition nach.
Im August 2019 bekam Loibl vom Bund Bairische Sprache die „Bairische Sprachwurzel“ verliehen. Der Preis geht an Persönlichkeiten, die ihren Dialekt auch öffentlich pflegen. Zu den Preisträgern zählen unter anderem Papst Benedikt XVI., Haindling, Christian Stückl oder auch Luise Kinseher. Im September 2020 ernannte das Niederbayern-Forum e.V. Richard Loibl zum Niederbayern-Botschafter. Die Botschafter gelten als Persönlichkeiten mit überregionaler Strahlkraft und Sympathieträger für die Region. Mit dabei sind unter anderem auch Django Asül, Luise Kinseher, Alois Schloder und viele mehr.

## Veröffentlichungen (Auswahl)
- Der Herrschaftsraum der Grafen von Vornbach und ihrer Nachfolger. Studien zur Herrschaftsgeschichte Ostbayerns im hohen Mittelalter (Historischer Atlas von Bayern: Reihe II, Band 5), München 1997.
- Die Wirtschaft Niederbayerns und ihre Industrie- und Handelskammer (unter Mitarbeit von Thomas Heller und Jürgen Karl), Grafenau 1998.
- Ritterburg und Fürstenschloß, 2 Bde., Begleitband zur Ausstellung im Oberhausmuseum Passau, Bd. 1: Geschichte, hrsg. von Richard Loibl und Herbert W. Wurster, Regensburg 1998.
- Der Herrschaftsraum der Grafen von Bogen östlich von Isar und Regen, in: Thomas Handgrätinger (Hrsg.): Die Anfänge der Grafen von Bogen-Windberg, Windberg 1999, S. 85–100.
- Die Stadt im späten Mittelalter: Wirtschaftskraft und Verfassungsstreit, in: Egon Boshof u. a. (Hrsg.): Geschichte der Stadt Passau, Passau 1999, S. 97–132.
- Passaus Patrizier. Zur Führungsschicht einer Bischofs- und Handelsstadt im späten Mittelalter, in: Zeitschrift für bayerische Landesgeschichte 62 (1999), S. 41–98.
- Zur „Geschichte“ der Endzeit, in: Herbert W. Wurster, Richard Loibl (Hrsg.): Apokalypse – Zwischen Himmel und Hölle. Endzeit- und Jenseitsvorstellungen vom Mittelalter bis Heute (Katalog zur Ausstellung der Stadt und Diözese Passau im Oberhausmuseum Passau) Passau 2000, S. 9–26.
- Apokalypse. Bilder vom Ende der Zeit, Limburg-Kevelaer 2001.
- Richard Loibl (Hrsg.), tim – das neue Bayerische Textil- und Industriemuseum in Augsburg, Augsburg 2005.
- Zwischen Edelfreiheit und Grafenstand: die Herren von Kamm-Hals. Eine Fallstudie zur Differenzierung edelfreier und gräflicher Geschlechter im 12. und 13. Jahrhundert, in: Ferdinand Kramer, Wilhelm Störmer (Hrsg.): Edelfreie in Bayern (Studien zur bayerischen Wirtschafts- und Verfassungsgeschichte 20) München 2006, S. 379–408.
- Textilstadt Augsburg und Textillandschaft Schwaben, in: Werner Kraus (Hrsg.): Schauplätze der Industriekultur in Bayern, Regensburg 2006, S. 26–35, 226–232.
- Was bleibt? Bauten der Gegenwart als Denkmäler der Zukunft, in: Egon Johannes Greipl (Hrsg.): 100 Jahre Bayerisches Landesamt für Denkmalpflege 1908–2008. Band II: Perspektiven, München 2008, S. 41–48.
- Richard Loibl und Karl Borromäus Murr (Hrsg.): Staatliches Textil- und Industriemuseum Augsburg, Museumsführer Augsburg 2010.
- „Kammgarn-, Woll- und Baumwollschals…“ – Textilherstellung in der Industrieregion Oberfranken im 19. Jahrhundert, in: Karl Borromäus Murr, Wolfgang Wüst, Werner K. Blessing und Peter Fassl (Hrsg.): Die süddeutsche Textillandschaft, Augsburg 2010, S. 67–84.
- Götterdämmerung: König Ludwig II. und Bayern – Mythos und Realität, in: Peter Wolf, Margot Hamm, Richard Loibl und Evamaria Brockhoff (Hrsg.): Götterdämmerung. König Ludwig II, Katalog zur Bayerischen Landesausstellung 2011, Augsburg 2011.
- Vorwort, in: Wolfgang Jahn, Evamaria Brockhoff (Hrsg.): Verbündet. Verfeindet. Verschwägert. Bayern und Österreich. Katalog zur Bayerisch-Oberösterreichischen Landesausstellung 2012, Augsburg 2012.
- Main und Meer, in: Rainhard Riepertinger, Evamaria Brockhoff, Michael Nadler und Ralf Skoruppa (Hrsg.): Main und Meer. Katalog zur Bayerischen Landesausstellung 2013, Augsburg 2013.
- Wir sind Kaiser!, in: Peter Wolf, Evamaria Brockhoff, Elisabeth Handle-Schubert, Andreas Th. Jell und Barbara Six (Hrsg.): Ludwig der Bayer. Wir sind Kaiser! Katalog zur Bayerischen Landesausstellung 2014, Augsburg 2014.
- Napoleon und Bayern, in: Margot Hamm, Evamaria Brockhoff, Volker Bräu, Stefanie Buchhold, Uta Lerche (Hrsg.): Napoleon und Bayern. Katalog zur Bayerischen Landesausstellung 2015, Augsburg 2015.
- Tausendfünfhundert Jahre Bayern, in: Bayerische Staatskanzlei (Hrsg.): Bayern. Land im Herzen Europas, München 2015.
- Das Mitmach-Museum. Ein Haus der Zukunft für die Geschichte der Gegenwart, in: Bayerische Staatskanzlei (Hrsg.): Bayern. Land im Herzen Europas, München 2015.
- Bayern – der Verfassungsstaat, in: Bayerische Staatskanzlei (Hrsg.): Bayern. Land im Herzen Europas, München 2015.
- Bayern von der Revolution bis zum Ende des NS-Diktatur, in: Bayerische Staatskanzlei (Hrsg.): Bayern. Land im Herzen Europas, München 2015.
- Bier in Bayern, Mythos im Mythos?, in: Rainhard Riepertinger, Evamaria Brockhoff, Cindy Drexl, Andreas-Michael Kuhn und Michael Nadler (Hrsg.): Bier in Bayern. Katalog zur Bayerischen Landesausstellung 2016, Augsburg 2016.
- Die Landesausstellung zum Reformationsjubiläum in Bayern, in: Peter Wolf, Evamaria Brockhoff, Fabian Fiederer, Alexandra Franz und Constantin Groth (Hrsg.): Ritter, Bauern, Lutheraner. Katalog zur Bayerischen Landesausstellung 2017, Augsburg 2017.
- Forschungsreise in den Mythos, in: Margot Hamm, Evamaria Brockhoff, Volker Bräu, Julia Lichtl und Ruth Wehning (Hrsg.): Wald, Gebirg und Königstraum. Mythos Bayern, Katalog zur Bayerischen Landesausstellung 2018, Augsburg 2018.
- Richard Loibl (Hrsg.): 360° Panorama: Was vorher geschah. Quer durch die bayerische Geschichte mit Christoph Süß, HdBG Magazin N°Nr. 1, Augsburg 2018.
- Richard Loibl (Hrsg.): Der Museumsführer. Wie Bayern Freistaat wurde und was ihn besonders macht, HdBG Magazin N°r.2, Augsburg 2019.
- Wie alles begann. Kurze Geschichte des Museums, HdBG Magazin N°r. 3, Augsburg 2019.
- Warum 100 Schätze am Anfang im neuen Museum stehen oder wieso man bayerische Geschichte auch von der Donau aus betrachten kann, in: Christof Paulus, Rainhard Riepertinger, Evamaria Brockhoff, Fabian Fiederer und Veronika Schmeer (Hrsg.): 100 Schätze aus 1000 Jahren. Katalog zur Bayerischen Landesausstellung 2019/20, Augsburg 2019.
- Stadt befreit – wie und warum es dazu kam, in: Peter Wolf, Evamaria Brockhoff, Richard Fischer, Sarah Schormair und Marco Veronesi (Hrsg.): Stadt befreit. Wittelsbacher Gründerstädte, Katalog zur Bayerischen Landesausstellung 2020, Augsburg 2020.
- Richard Loibl (Hrsg.): Stadt befreit. Wittelsbacher Gründerstädte, HdBG Magazin N°r. 4, Augsburg 2020.
- Richard Loibl (Hrsg.): Tempo, Tempo – Bayern in den 1920ern, HdBG Magazin N°r. 5, Augsburg 2020.
- Richard Loibl (Hrsg.): Krisen in Bayern – Seuchen, Kriege, Naturkatastrophen und ihre Folgen, HdBG Magazin N°r. 6, Augsburg 2020.
- Wie Bayern auf den Weltausstellungen weltberühmt wurde, in: Ulfried Burz, Werner Drobesch und Elisabeth Lobenwein (Hrsg.): Politik- und kulturgeschichtliche Betrachtungen. Quellen – Ideen – Räume, Festschrift für Reinhard Stauber zum 60. Geburtstag, Klagenfurt 2020, S. 545–560.
- Wie Bayern zu neuen Museen und Geschichtshäusern kam, in: Höpfinger, Renate (Hg.): 75 "Enthüllungen über eine Partei". Was Sie über die CSU wissen sollten, Augsburg 2020, S. 151–154.
- Wie es zur Götterdämmerung II kam und warum sie von Herrenchiemsee nach Regensburg zog, in: Margot Hamm, Evamaria Brockhoff, Linda Brüggemann, Andreas Scherrer und Manuel Schwarz (Hrsg.): Götterdämmerung II. Die letzten Monarchen, Katalog zur Bayerischen Landesausstellung 2021, Augsburg 2021.
- Der weitere Blick: der niederbayerische Donauraum und seine Potentaten im 12. Jahrhundert, in: Robert Klugseder (Hrsg.): Beiträge zur mittelalterlichen Geschichte des Klosters Aldersbach. Bericht zur interdisziplinären Tagung „Mittelalterliche Geschichte des Klosters Aldersbach“ am 1. und. 2. Oktober 2020, St. Ottilien 2021, S. 8–14.